# 閩南語白話文
閩南語白話文，在臺灣又被稱為臺語白話文、台灣話文、台語文、台文等，是一種符合閩南語文法、本身詞彙以及外來詞彙的書寫系統，主要流行於臺灣、福建、廣東一帶、新加坡以及馬來西亞等閩南語社區。傳統的閩南語白話文型式以漢字（傳統漢字、臺閩漢字等）行文，近代以來隨著傳教士來到東亞，為了傳教需要另外發展出一套以羅馬字為書寫文字的閩南語白話字，後來又有羅馬化的臺灣台語羅馬字拼音方案頒佈，甚至以兩者一同行文而產生了漢羅混寫的書寫模式。由於母語讀寫教育的缺乏，臺灣閩南人有九成以上不識母語文字而不自知，常以音義相近的漢語官話字詞來書寫，產生許多錯別字。

## 發展歷史
目前並不清楚古漢語是在什麼時候開始走向「口語」和「書面語」的逐漸分離，然而，從商朝後期開始慢慢發展出來的漢字，一方面算是進入一個比較穩定而統一的局面，另一方面卻也開始走向「口語」和「書面語」分離的情況。從春秋戰國一直到漢朝末年這段時間所產生的《詩經》、《論語》、《孟子》、《左傳》、《史記》等，形成了古漢語的「書面體」古典文體，中間再加上從隋唐開始科舉制度的施行，一般文人更是只採用標準書面語來研習經史、吟詩作文，因此，一直到20世紀初期新文學運動的發軔為止，「文言文」支配了中國歷史快2000年。
然而，在中國文學史上卻也一直存在另一個白話文學的傳統。在唐朝時期，當時「佛經」的翻譯，就十分接近「白話文」的形式。明清以後，《三國演義》、《西遊記》、《水滸傳》、《紅樓夢》等通俗口語小說的出現，也為20世紀初期中國新文學運動所倡導的「我手寫我口」理念，埋下了一個成功的基礎。
閩南語文學也是在通俗小說的這個傳統下開始發展的。從現存最早的閩南語書面語文獻資料 --- 明嘉靖重刊的《荔鏡記》戲文（嘉靖四十五年，1566年出版）算起， 閩南語文字化歷史應該至少有450年以上的歷史了。以下就閩南語的文字化歷史，依年代大致分為「傳統民間口語文學時期」和「現代書面化運動時期」兩大階段。

## 傳統民間口語文學時期
民間文學乃是以一般大眾做為訴求對象的，因此，它往往能夠直接地呈現當時歷史文化的真貌。又因為它常訴諸口語，所以也保存了當時語言的實際狀況。此時期大致可以再分為三個部份：

### 南管文字
南管是一種流行於閩南的民間音樂，其形成歷史相當悠久，隨著閩南人的遷移外傳，明鄭時傳入台灣。廣義的南管包括南管戲劇和音樂，南管戲的演出用泉腔，以泉州府城語音為準則。鹿仔港陳佛賜創立的「雅正齋」，是台灣最早的南管社團。南管文字可以說是閩南語最早的文字，其文字力求典雅，之中亦有不少的白話音，用字多有所依據。一般來講，在南管語言中可以找到方言字、擬音字、以及訓讀字。

### 歌仔冊文字

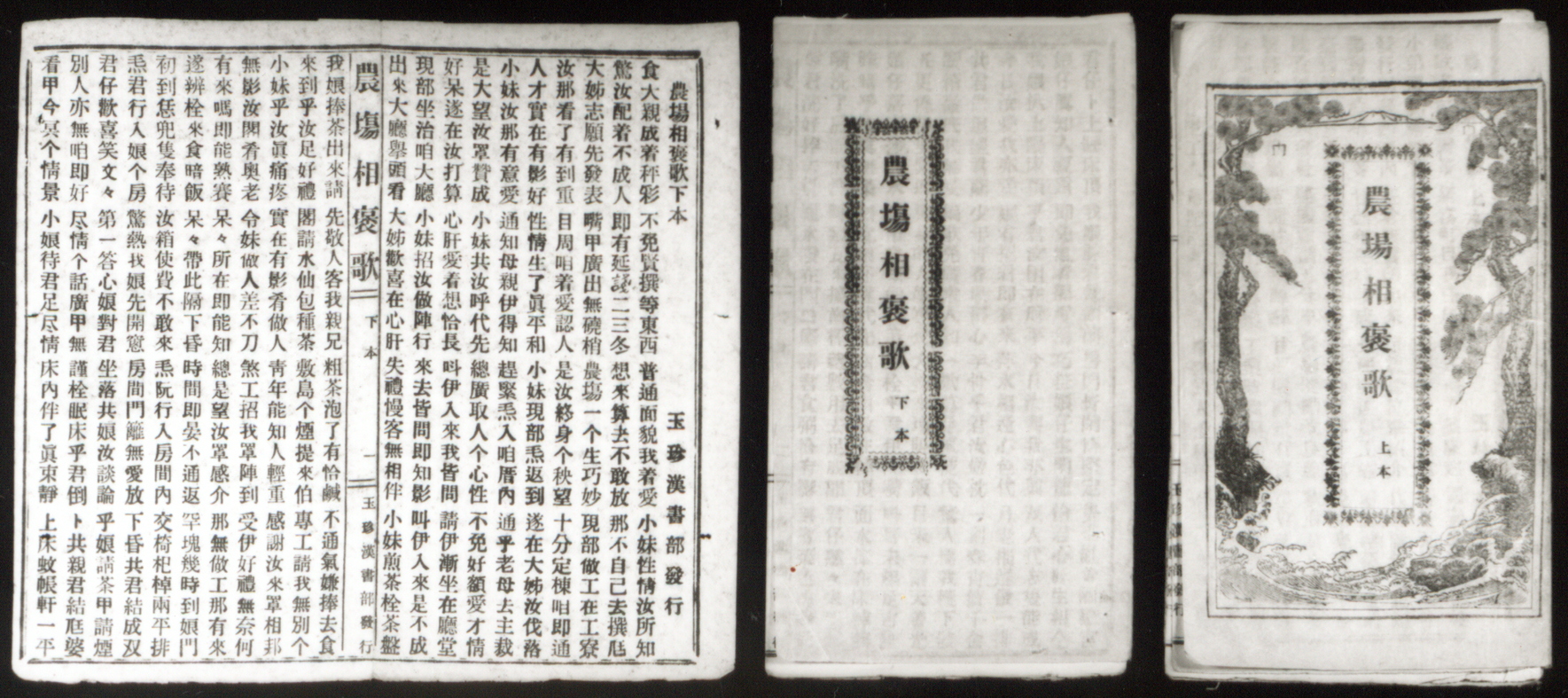
台灣日治時期的歌仔冊《農場相褒歌》

歌仔冊最早出現於清乾隆時期，延續至今，是一種表現濃厚地方語言色彩的庶民文學。其作品大多是七字一句的韻文形式，但押韻不太整齊。其用字則有「擬音」、「擬意」與「造字」等三種方式。由於唱本售價低廉，用語用字通俗易懂，使其影響層面迅速擴大至中低階層的廣大群眾。「歌仔冊」的用字最能代表閩南語的通俗文字(侯俊榮 nd；王順隆 2002)。
有《識丁歌》、《千金譜》等書。

### 白話字
閩南語白話字（或稱教會羅馬字）是由西洋傳教士傳至東亞的拼音文字，以拉丁字母為基礎，用附加符號表示聲調。雖然其本意是為了傳教而設計的，但它的應用不只限於教會以內，具有正書法地位。
早在1600年左右，在菲律賓印行的《基督教義》中，就已經可以看到閩南語羅馬字的早期形態。1832年，第一本用白話字編寫的閩南語字典——麥都思（W. H. Medhurst）牧師所編的《福建方言字典》（A dictionary of the Hok-këèn dialect of the Chinese language）問世，這是一本文言音、白話音兼收的福建語字典。1860年代，台灣因天津條約開港通商，英國的長老教會也因此開始進入台灣，並以白話字傳教。1885年，巴克禮牧師創辦第一份白話字報紙《台灣府城教會報》，直到1969年遭中華民國打壓、禁止以前，均以全白話字書寫。

## 現代書面化運動時期
20世紀以來，來自台灣文學界的台語文書面化運動有兩次：第一次是發生於日治時期的台灣話文論戰；另一次則是萌芽於1970年代、成長於1990年代的台語文學運動。

### 台灣話文運動
這次的文學運動，乃是前期台灣「白話文運動」的延續。在「言文一致」理念影響及愧於自己無法書寫母語，促使文學界自覺而欲將台灣人民的生活語付諸書面語，因而產生建構台灣話文的主張。
1924年，連溫卿發表〈言語之社會的性質〉一文；1929年，《台灣民報》先後刊載連雅堂〈台語整理之頭緒〉、〈台語教理之責任〉，兩人都論及台灣本土語言的重要性。1930年，黃石輝發表〈怎麼不提倡鄉土文學〉一文，強調「用台灣話做文，用台灣話做詩，用台灣話做小說，用台灣做歌謠，描寫台灣的事物」；1931年，郭秋生亦為文發表。黃、郭兩人主張於日本文學和白話文學之外，運用台灣人最親近的台灣語另創台灣話文學的文章，引起了全島的注目，有人贊成，也有人反對，因而展開了繼「新舊文學論爭」之後的另一場「鄉土文學論爭」大論戰(侯俊榮 nd)。
1937年7月侵華戰爭全面爆發前，中日間敵對狀態已使局勢非常緊繃，日本治台殖民政權雖未明確地全面禁止漢文，但數月之前就在「使用日本語」等同「日本化」的政策思考下迫使主要報紙雜誌等大眾媒體「主動」聲明撤廢「漢文欄」，使用日本語以外的文學創作即失去大半的公開場域。爾後隨著所謂皇民化運動的推行，才剛做為一種理論基礎而出現的台灣話文運動當然只有噤聲匿跡一途。

### 戰後的台語文學運動
二次世界大戰結束後，二二八事件爆發，緊接著進入白色恐怖時期，在中國國民黨当局高壓統治的戒嚴體制下，關懷台灣的本土文學倍受壓抑。1970年代以降，由於一連串的國際事件的衝擊，台灣本土意識逐漸抬頭，鄉土文學躍登歷史舞台，影響深遠的台灣鄉土文學論戰也隨之爆發，台語文學遂在這種環境裡萌芽而逐漸成長。 
戰後最早主張用母語寫詩的是林宗源，接著向陽也於1976年開始以台語寫詩。進入1980年代初期則有宋澤萊、林央敏、黃勁連、陳明仁、胡民祥等人的加入。1987年解嚴，隨著政治符咒解除，社會內部隱藏的文化動能開始爆發，台語文學作品開始如雨後春筍般大量出現，文類也由初期的詩開始往小說、散文、戲劇開拓，文學技巧也更見提升，主題也更趨多元。1980年代後期之後陸續有更多作家投入台語文創作的行列，比如說陳雷、李勤岸、林沈默、莊柏林、路寒袖、方耀乾、陳金順、陳正雄 、周定邦、胡長松、施俊州等。
1990年以前臺語用字仍屬嘗試期，用字極不統一，有人創造新字，也有語文專家考証本字，再加上原有的傳統用字、汉语用字，可謂百花齊放。進入1990年代以後，由於台語文作家互相觀摩學習的結果，用字漸趨統一，奇怪的新創字、古字逐漸銷聲匿跡。新的台語文字，一方面有所傳承，也有所創新，但總不離「通俗性」、「語源可靠性」、「音義系統性」三大原則。其次是漢字和拼音不再自成系統，而有合流現象，即所謂「有音無字」的詞素用拼音字表示，嘗試以拼音字做為文字的一部分，台語文學的用字，逐漸朝向統一的道路邁進(侯俊榮 nd；楊允言 1993)。另外以北京官話為主的白話文運動隨著時代演進，生活口語跟正式的中文書面語已各自有一定程度上的區別，台語文獲得使用後，是否要貫徹我手寫我口，則為另一問題。

## 台灣閩南語推薦用字
由於長期缺乏母語教育，多數閩南裔台灣人於書寫母語時，皆以官话中音義相似的字詞或者注音符號來代替書寫，導致民間的台語文用字十分混亂，但基本的「約定俗成」還是存在。
西元2009年，台灣教育部公佈700個臺灣閩南語推薦用字並架設台灣閩南語常用詞辭典供大眾學習參考使用。雖然這批推薦用字的準確性時有爭議，但它卻為台語文的標準化與普及化提供了重大的突破。

## 代表作品

### 文學
- 戲曲文學：《荔鏡記》
- 啟蒙文學：《千金譜》、《識丁歌》
- 歌謠文學：《天烏烏》、《草螟弄雞公》
- 歌仔冊：《辛酉一歌詩》、《臺灣民主歌》
- 社會主義文學：《三字集》
- 連載文學：〈新聲律啟蒙〉
- 歌詞文學：《望春風》、《雨夜花》、《月夜愁》、《白牡丹》、《青春嶺》、《望你早歸》、《孤戀花》
- 詩詞文學：《一枝煎匙》
- 小說文學：《俺娘的目屎》、《刺仔內的百合花》、《可愛的仇人》、《A-chhûn》、《鄉史補記》
- 七字仔史詩：《日人仔時代台灣人民生活史》、《義戰噍吧哖》、《桂花怨》

### 字辭典
- 《臺灣語典》（連橫作，1933年）

### 報章雜誌
- 《台灣府城教會報》（Tâi-oân-hú-siâⁿ Kàu-hōe-pò）
- 《海翁台語文學》
- 《台文戰線》
- 《台灣文藝》(台灣文藝雜誌社)
- 《臺文通訊bong報》
- 《台灣字》